# مقاطعة ويلكينسون (جورجيا)
مقاطعة ويلكينسون (بالإنجليزية: Wilkinson County)‏ هي إحدى المقاطعات في ولاية جورجيا في الولايات المتحدة الأمريكية.